# Susanne Scheibe
Susanne Scheibe é uma ex-patinadora artística alemã, que competiu representando a Alemanha Ocidental. Com Andreas Nischwitz, ela foi campeã do Nebelhorn Trophy, Grand Prix International St. Gervais e bicampeã do campeonato nacional alemão.

## Principais resultados

### Duplas com Andreas Nischwitz
| Campeonato Mundial                   | 8.ª             | 8.ª               |  |  |  |  |  |  |  |  |  |  |  |  |  |
| Campeonato Europeu                   | 8.ª             | 8.ª               |  |  |  |  |  |  |  |  |  |  |  |  |  |
| Grand Prix International St. Gervais | Medalha de ouro | Medalha de bronze |  |  |  |  |  |  |  |  |  |  |  |  |  |
| Nebelhorn Trophy                     | Medalha de ouro | Medalha de bronze |  |  |  |  |  |  |  |  |  |  |  |  |  |
| Nacional                             |                 |                   |  |  |  |  |  |  |  |  |  |  |  |  |  |
| Campeonato Alemão                    | Medalha de ouro | Medalha de ouro   |  |  |  |  |  |  |  |  |  |  |  |  |  |
|                                      |                 |                   |  |  |  |  |  |  |  |  |  |  |  |  |  |